# Galium papuanum
Galium papuanum är en måreväxtart som beskrevs av Herbert Fuller Wernham. Galium papuanum ingår i släktet måror, och familjen måreväxter.
Artens utbredningsområde är Papua Nya Guinea. Inga underarter finns listade i Catalogue of Life.